# Svarttjärnen (Gustav Adolfs socken, Värmland)
Svarttjärnen är en sjö i Hagfors kommun i Värmland och ingår i Göta älvs huvudavrinningsområde.